# Leiocephalus inaguae
Leiocephalus inaguae (інагуанська ігуана-крутихвіст) — вид ігуаноподібних ящірок родини Leiocephalidae. Ендемік Багамських Островів.

## Поширення і екологія
Інагуанські ігуани-крутихвости є ендеміками острова Великий Інаґуа, розташованого на півдні Багамського архіпелагу. Вони живуть в сухих прибережних чагарниках, парках і садах. Живляться членистоногими, іншими ящірками і рослинністю. Відкладають яйця.